# Team Secret
Team Secret — кіберспортивна організація, заснована 2014 року.

## Історія команди
Team Secret було створено 2014 року після щорічного турніру з Dota 2 The International 2014. Колектив став однією з перших організацій, якою володіли самі гравці. Її засновниками стали колишні учасники Natus Vincere, Team Alliance та Fnatic, які залишили свої команди після невдалих виступів на The International 2014: Куро Тахасомі («KuroKy»), Йохан Сундстайн («BigDaddy»), Таль Азік («Simbaaa»), Клемент Іванов («Puppey») та Густав Магнусон («s4»). Ходили чутки, що спонсором команди хотів стати порносайт YouPorn, але цього так і не відбулося[джерело?].
Зірковий колектив вважався одним з найсильніших на про-сцені, та одним з головним претендентом на виграш турнірів найвищого рівня. Проте The International 2015 Team Secret провалили, поступившись в плей-оф EHOME та Virtus.pro. На цей час в команді вже було декілька змін гравців, але після поразки на The International 2015 з оригінального складу залишився лише Клемент Іванов, капітан та фактичний володар Team Secret.
2016 року Team Secret опинилась в центрі гучного скандалу, пов'язаного з грошима. Колишні гравці та менеджер команди заявили, що організація потай привласнювала собі 10 % призового фонду, заробітна платня не виплачувалася вчасно, а поведінка Клемента Іванова була непрофесійною. Аліві Омар («w33») оприлюднив відео, на якому розлючений капітан жбурляє навушники в монітор та розбиває його. Проте Клемент Іванов заперечував усі звинувачення. Попри це, на початку 2016 Team Secret спромоглися виграти свій перший великий турнір — The Shanghai Major 2016, отримавши приз 1,1 млн доларів.
Після скандалу з призовими сталися чергові зміни складу. Team Secret зробили ставку на південно-азійських гравців. Попри це, навіть перебуваючи у статусі фаворитів, команді Клемента Іванова не вдалось досягти значних перемог. На The International 2016 команда посіла останнє місце, а наступного року також не зуміла пройти до вісімки кращих колективів.
Лише після введення системи Dota Pro Circuit у 2017 році Team Secret вдалось повернутись до колишньої форми. Серед найбільших досягнень команди — перемоги в лізі DreamLeague (2017, 2020), на двох «мейджорах» в Чунціні та Парижі (2019). Щодо The International, команда також рік за роком поступово покращувала свої результат: 5-6 місце (2018), 4 місце (2019), 3 місце (2021), вихід у фінал (2022).
26 вересня 2020 року Team Secret здобула перемогу проти команди VP.Prodigy у грандфіналі OGA Dota PIT Season 3: Europe/CIS, отримавши за перше місце $70 тис. 22 листопада 2020 року організація Esports Awards 2020 оголосила, що Сонг Го «Heen» Лі було визнано найкращим кіберспортивним тренером року, Міхал «Nisha» Янковскі отримав нагороду «Найкращий ПК-кіберспортсмен року», а команда Team Secret виграла у номінації «Найкраща кіберспортивна команда року»..

### Counter-Strike 2
8 січня 2024 року Team Secret оголосила про формування нового складу для Counter-Strike 2, до якого увійшли датські гравці Міккель «Maze» Спарват і Себастьян «Tauson» Таусон Лінделоф, сербський гравець Владан «Kind0» Мандіч, ізраїльський гравець Гай «anarkez» Трахтман і польський гравець Павел «innocent» Mocek.